# Ri-Bhoi (huyện)
Huyện Ri-Bhoi là một huyện thuộc bang Meghalaya, Ấn Độ. Thủ phủ huyện Ri-Bhoi đóng ở Nongpoh. Huyện Ri-Bhoi có diện tích 2378 ki lô mét vuông. Đến thời điểm năm 2001, huyện Ri-Bhoi có dân số 192795 người.